# خرونوو-کولونگا دولنا
خرونوو-کولونگا دولنا (به لهستانی:  Chronów-Kolonia Dolna) یک روستا در لهستان است که در گمینا اورونگسکو واقع شده‌است.